# Statenville
Statenville è un census-designated place (CDP) della contea di Echols, Georgia, Stati Uniti. La popolazione era di 1.040 abitanti al censimento del 2010. È il capoluogo della contea.

## Geografia fisica
Secondo lo United States Census Bureau, ha un'area totale di 4,6 mi² (11,91 km²).

## Storia
La città di Statenville era originariamente chiamata Troublesome. È cresciuta in un guado sul fiume Alapaha negli anni 1850. Troublesome fu rinominata Statenville quando quest'ultima fu designata capoluogo nel 1858 della neonata contea di Echols. Prende il nome da James Watson Staten, ma fu erroneamente incorporata come "Statesville" nel 1859. Nel 1965, lo stato modificò ufficialmente l'atto costitutivo della città in "Statenville". Nel 1995, una nuova legge statale revocò l'atto costitutivo della città, insieme a una dozzina di altre in Georgia che avevano governi inattivi. Ciò lasciò Echols e Webster come le uniche contee in Georgia senza comunità incorporate di sorta. 
La contea di Columbia ha il capoluogo non incorporato di Appling, sebbene la maggior parte delle funzioni giudiziarie si svolgano a Evans.
Knoxville è il capoluogo non incorporato della contea di Crawford, con la città di Roberta a ovest che è cresciuta con la ferrovia.

## Società

### Evoluzione demografica
Secondo il censimento del 2010, la popolazione era di 1.040 abitanti.

### Etnie e minoranze straniere
Secondo il censimento del 2010, la composizione etnica del CDP era formata dal 64,2% di bianchi, l'11,7% di afroamericani, il 3,6% di nativi americani, lo 0,9% di asiatici, lo 0,1% di oceanici, il 16,9% di altre razze, e il 2,6% di due o più etnie. Ispanici o latinos di qualunque razza erano il 29,2% della popolazione.